# Rue de Richelieu
Rue de Richelieu é uma estrada de Paris, começando no sul do 1.º arrondissement e terminando no 2.º arrondissement de Paris. Durante a primeira metade do século XIX, antes de Georges-Eugène Haussmann redefinir Paris com grandes avenidas, era uma das ruas mais elegantes de Paris.
É mais notável por negociantes e trocadores de moeda espalhados, estando perto da Euronext Paris, o mercado de ações.

## Nome

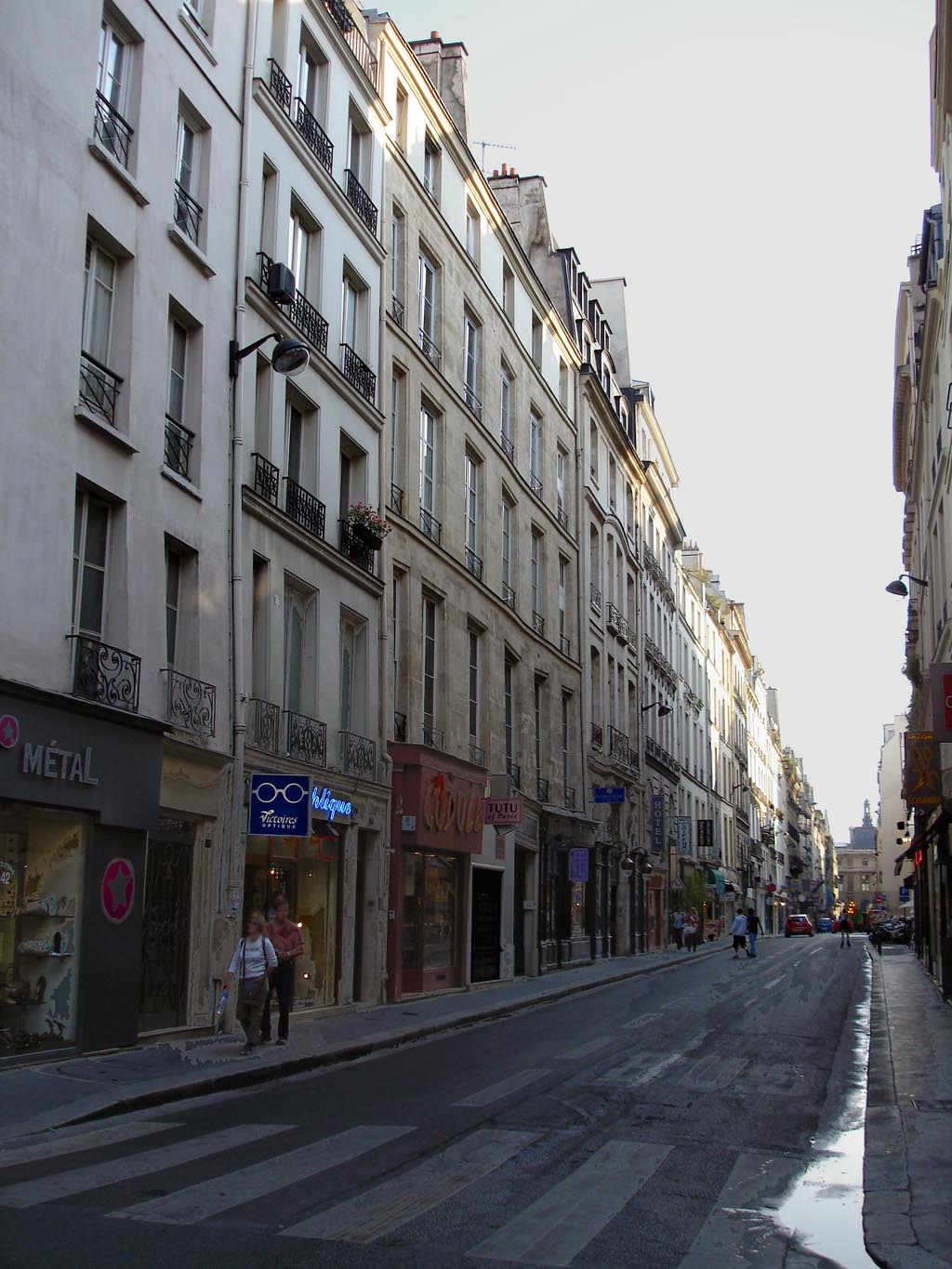
Rue de Richelieu, olhando em sentido do Louvre

É denominada em memória do Cardeal de Richelieu, ministro-chefe de Luís XIII da França de 1624 a 1642.
E estrada foi originalmente chamada rue Royale e então rue de Richelieu pouco depois. O nome foi mudado para rue de la Loi durante a Revolução Francesa; seu nome foi restaurado para Richelieu em 1806.